# Григор Анастасов
 Тази статия е за българския общественик от Кавадарци.  За българския генерал от Прилеп вижте Григор Кюркчиев.  
Григор Анастасов Кюркчиев, известен и под псевдонима Миленкович, е български юрист и общественик, депутат в парламента на Кралство Югославия.

## Биография
Григор Анастасов е роден на 5 март 1877 година в Кавадарци, тогава в Османската империя. Завършва българско основно училище в родния си град, и V клас в българската мъжка гимназия в Солун. След това учи в Кюстендилското педагогическо училище, където основава и оглавява Младежкото македонско дружество.
В 1897 година пострадва при Винишката афера, след която е задържан и затворен. В 1902 година завършва Юридическия факултет в Загреб. След това работи като адвокат в Кавадарци и Скопие. След Първата световна война е назначен за околийски началник на Кавадарци. През май 1919 година подава писмено искане до министерството на просветата на Кралството на сърби, хървати и словенци с искане за отваряне на гимназия в Кавадарци, център на Тиквешкия окръг. В резултат през октомври 1919 година е отворена ниска трикласна гимназия в къщата на Усни бег Алиризабегов. През март 1923 година заедно с Тома Тополов във връзка с парламентарните избори прави неуспешен опит да формира българска партия с помощта на ВМРО. През ноември 1920 година е избран за депутат в югославския парламент от Тиквешкия окръг от Демократическата партия на Любомир Давидович (1920 - 1927). Поддържа връзки с Милан Гьоров, който е деец на ВМРО. През октомври 1923 година напуска партията. Установява се в Женева и заедно с Димитър Шалев и Димитър Илиев се конституират като Представителство на българското национално малцинство в Югославия. В 1930 година тримата изпращат мемоар до Обществото на народите за защита на българското малцинство в Югославия, след което Анастасов емигрира в България. ВМРО (обединена) нарича Мемоара на Шалев, Илиев и Анастасов „шашмаджийска книжна бомба“ и „диверсия“, защото в него не се говори за „македонци“, а за „българи“.
В България служи във военно-полицейската (разузнавателна) секция на Военното министерство в София.
Негов син е лекарят и общественик Иван Анастасов.
|                                                           |                                      |
| Писмо от Анастасов до Александър Протогеров, март 1928 г. | Мемоарът на Шалев, Илиев и Анастасов |